# (3627) Sayers
(3627) Sayers (1973 DS) – planetoida z pasa głównego asteroid okrążająca Słońce w ciągu 3,6 lat w średniej odległości 2,35 au Odkrył ją Luboš Kohoutek 28 lutego 1973 roku.